# Authomaema
Authomaema is een geslacht van vlinders van de familie bladrollers (Tortricidae), uit de onderfamilie Tortricinae.

## Soorten
- A. pentacosma (Lower, 1900)
- A. rusticata Meyrick, 1922